# (400383) 2007 YN37
(400383) 2007 YN37 es un asteroide perteneciente al cinturón de asteroides descubierto el 3 de diciembre de 2007 por el equipo del Spacewatch desde el Observatorio Nacional de Kitt Peak, Arizona, Estados Unidos.

## Designación y nombre
Designado provisionalmente como 2007 YN37.

## Características orbitales
2007 YN37 está situado a una distancia media del Sol de 2,614 ua, pudiendo alejarse hasta 2,672 ua y acercarse hasta 2,557 ua. Su excentricidad es 0,021 y la inclinación orbital 22,81 grados. Emplea 1544,38 días en completar una órbita alrededor del Sol.

## Características físicas
La magnitud absoluta de 2007 YN37 es 16,1. 